# Wyższa Szkoła Rabiniczna Netzach Israel
Wyższa Szkoła Rabiniczna Netzach Israel, także Wyższa Szkoła Rabinacka Necach Israel (ang. Advanced Rabbinical School Netzach Israel, hebr. נצח ישראל, pol. Wieczny Izrael) – jedyna w Polsce wyższa szkoła rabiniczna, działająca w Łodzi w latach 1945–1946.

## Historia
Szkołę założył Zew Wawa Morejno po swoim powrocie do Polski. Został on rektorem uczelni, która zatrudniała 12 rabinów i uczyła 200 studentów.
Słuchacze szkoły opuścili Polskę latem 1946 w wyniku fali emigracji po pogromie kieleckim, a szkoła przeniosła się do Jerozolimy.